# Lomelosia micrantha
Lomelosia micrantha är en tvåhjärtbladig växtart som först beskrevs av René Louiche Desfontaines, och fick sitt nu gällande namn av W. Greuter och Burdet. Lomelosia micrantha ingår i släktet Lomelosia och familjen Dipsacaceae. Inga underarter finns listade i Catalogue of Life.